# دانکن یو. فلچر
دانکن یو. فلچر (به انگلیسی: Duncan U. Fletcher) سناتور سابق عضو حزب دموکرات ایالات متحده آمریکا بود. وی در سال ۱۹۰۹ تا ۱۹۳۶ میلادی سناتور ایالت فلوریدا در سنای ایالات متحده آمریکا بود.